# Formicaroidea
Formicaroidea — надродина горобцеподібних птахів. Включає 4 родини з 85 видами. Поширені в Центральній та Південній Америці.

## Родини
- Гусеницеїдові (Conopophagidae) — 11 видів
- Мурахоловові (Formicariidae) — 12 видів
- Чагарникові тапакуло (Melanopareiidae) — 5 видів
- Галітові (Rhinocryptidae) — 57 видів